# Shenxiu
Shenxiu en chino: 玉泉神秀; en pinyin: Yùquán Shénxiù; en Wade-Giles: Yü-ch'üan Shen-hsiu, (606?-706) fue uno de los maestros chan más influyentes de su época, un patriarca de la vía Zen del budismo. Shenxiu fue heredero del Dharma de Daman Hongren (601-674), honrado por Wu Zetian (r. 690-705) de la dinastía Tang, y el autor putativo del Guan Xin Lun (Tratado sobre la contemplación de la mente, escrito entre 675 y 700), un texto atribuido en su día a Damo.